# Contract law (England und Wales)
Das Contract Law Englands und Wales’ ist der Teil der Rechtsordnung Englands und Wales’, der sich mit den Voraussetzungen und Wirkungen von Verträgen beschäftigt. Er beinhaltet somit größtenteils Rechtsgebiete, die ihre funktionalen Äquivalente in der allgemeinen Zivilrechtslehre und im allgemeinen Schuldrecht der Rechtsordnungen des deutschen Rechtskreises finden. Eine Besonderheit des common law ist die Forderung von Consideration (etwa ‚Gegenleistung‘) für die Wirksamkeit eines Vertrages.